# Leimen (Baden)
Leimen este o comună din landul Baden-Württemberg, Germania. Se află la o altitudine de 118 m deasupra nivelului mării. Are o suprafață de 20,64 km². Populația este de 27.286 locuitori, determinată în 31 decembrie 2023, prin actualizare statistică[*].

## Personalități născute aici
- Boris Becker (n. 1967), tenismen.